# TASE.2
Das Protokoll  Telecontrol Application Service Element 2 (TASE.2) wird verwendet, um verschiedene Netzleitstellen miteinander zu koppeln. Es ist auch unter der Bezeichnung Inter-control Center Communications Protocol (ICCP) bekannt. TASE.2 wurde unter Federführung des Electric Power Research Institute (EPRI) in den USA entwickelt und hat sich inzwischen weltweit als herstellerneutrale Schnittstelle durchgesetzt.

## Geschichte
Ende 1988 startete das Electric Power Research Institute (EPRI) in den USA das Projekt Utility Communication Architecture (UCA), das Standards für die Kommunikation in der Stromversorgungswirtschaft entwickeln sollte. Man konzentrierte sich recht früh auf den Datenaustausch zwischen Leitzentralen, z. B. in Kraftwerken und Hochspannungsnetzen, da hier durch unterschiedliche Unternehmen für die Bereiche Erzeugung, Transport und Verteilung eine Vereinheitlichung am dringendsten war. Zu diesem Zeitpunkt gab es in diesem Bereich im Wesentlichen drei Standards, WSCC (westl. USA), IDEC (östl. USA) und ELCOM (Europa). Ergebnis der Arbeiten war TASE.2. TASE.2 ist seit Ende 1997 als IEC 60870-6 internationaler Standard.

## Technik
TASE.2 verwendet ausschließlich MMS-Dienste (Manufacturing Messaging Specification). Es ist dadurch von dem Transportprotokoll entkoppelt. Derzeit findet nur der volle 7-Schichten Stack als reiner OSI- oder OSI/TCP-Stack (RFC1006) Verwendung. Bei Einsatz von TASE.2 in Embedded Systems mit beschränkten Ressourcen sind jedoch auch „sparsamere“ Protokollarchitekturen möglich. Die Funktionalität von TASE.2 ist in neun Gruppen, so genannte Conformance Blocks, unterteilt, wobei nur die Implementierung des ersten Blockes zwingend vorgeschrieben ist.
| Block 1 | Basis Dienste             | DataValue, DataSet und DataSet TransferSet Objekte |
| Block 2 | Erw. Zustandsüberwachung  | ermöglicht das Senden von Datenpunkten vom Server zum Client bei Änderung ('Report-by-Exception')                                                             |
| Block 3 | Blockweiser Datentransfer | reduziert den Overhead durch Weglassen der MMS-Syntax (Blockung von Datenpunkten)                                                                             |
| Block 4 | Meldungen                 | Senden von frei definierten Datenblöcken vom Server zum Client                                                                                                |
| Block 5 | Gerätekontrolle           | allgemeine Schnittstelle für Stellbefehle und Sollwertvorgabe (z. B. Gerätebelegung mit Timeout-Überwachung 'Select-before-Operate')                          |
| Block 6 | Programmsteuerung         | Starten, Anhalten und Zurücksetzen von Programmen auf dem Server                                                                                              |
| Block 7 | Ereignisse                | Clients können sich für Ereignisse beim Server registrieren und werden über deren Eintritt informiert                                                         |
| Block 8 | Pläne, Matrizen           | Tabellen als Datentyp, Sondertypen für Lieferpläne, Übertragungsstrecken etc.                                                                                 |
| Block 9 | Wertereihen               | Aufzeichnung von Datenpunkten und Übertragung der entstehenden Wertereihen unter Angabe von Zeitintervallen auf dem Server kann durch Client initiiert werden |

Bestehende TASE.2-Installationen verwenden in erster Linie die Blöcke 1, 2 und 5. Grundlage für den Datenaustausch zwischen Server und Client stellt eine Vereinbarung über die Datenobjekte und deren Zugriffsrechte dar, in den Dokumenten zu TASE.2 als Bilateral Table bezeichnet. Der Client kann mittels der DataSets einzelne Datenpunkte des Servers zu Gruppen zusammenfassen und diese Gruppen mit Transferaufträgen verknüpfen. Hierauf sendet der Server die betroffenen Datenpunkte bei Änderung und/oder in vom Client vorgegebenen Zeitintervallen.

## Normen und Standards
Siehe Normenreihe IEC 60870-6, speziell zu TASE.2 folgende drei Normen:
- IEC 60870-6-503: Services and Protocol
- IEC 60870-6-802: Object Models
- IEC 60870-6-702: Application Profile